# Patca
Patca là một thị trấn thuộc hạt Somogy, Hungary. Thị trấn này có diện tích 4,96 km², dân số năm 2010 là 62 người, mật độ 13 người/km².